# Rhynchostegium vitianum
Rhynchostegium vitianum är en bladmossart som beskrevs av Edwin Bunting Bartram och Hugh Neville Dixon 1936. Rhynchostegium vitianum ingår i släktet näbbmossor, och familjen Brachytheciaceae. Inga underarter finns listade i Catalogue of Life.